# Franco Battiato

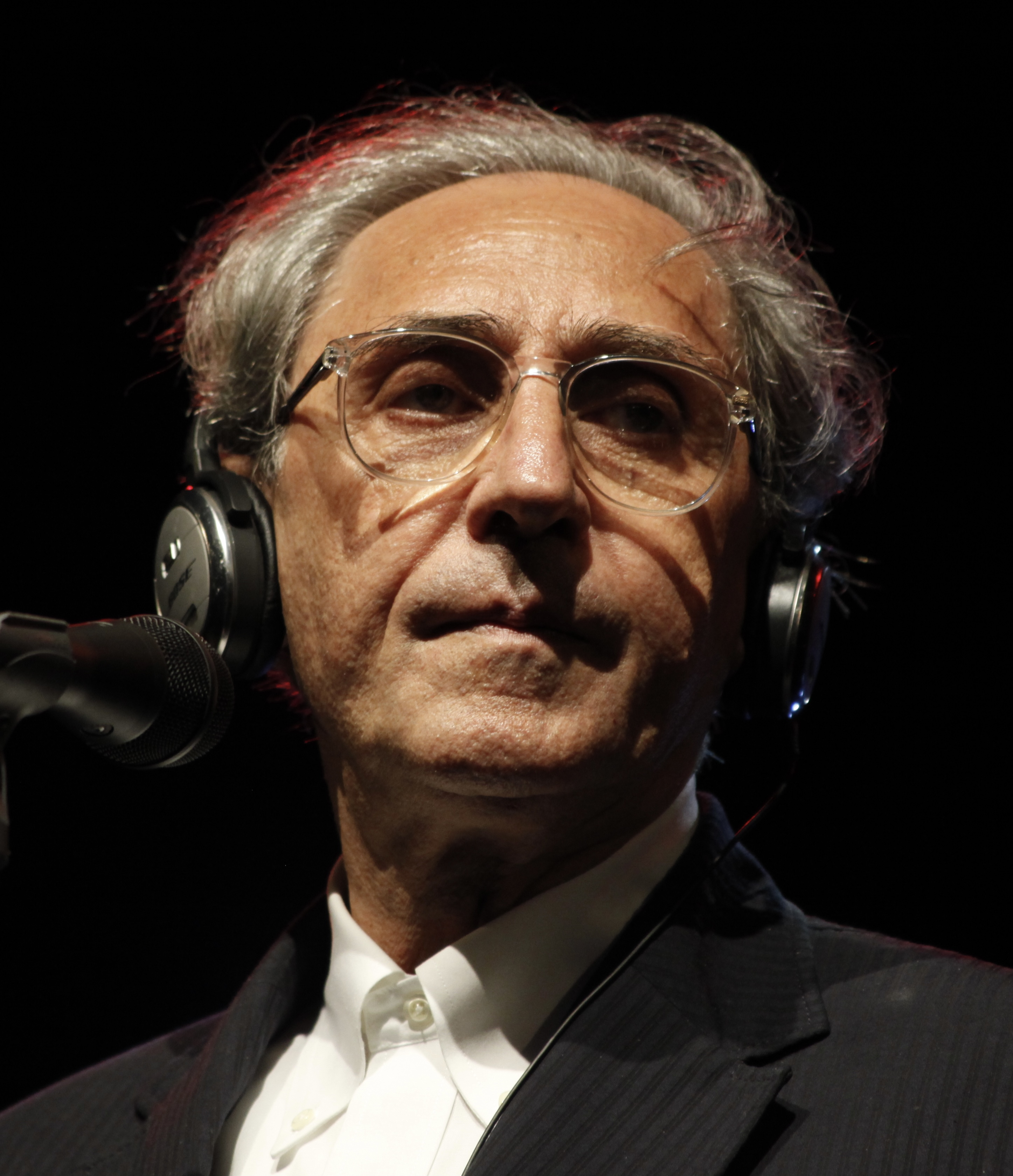
Franco Battiato (2010)

Franco Battiato (* 23. März 1945 als Francesco Battiato in Ionia, heute Riposto; † 18. Mai 2021 in Milo) war ein italienischer Cantautore, Komponist, Filmregisseur und parteiloser Politiker. Unter dem Pseudonym Süphan Barzani war er auch als Maler tätig. Er durchquerte musikalisch eine Vielzahl von Genres, von Prog-Psych-Rock über Synth Pop zu elektronischer und Weltmusik, und schrieb neben seiner Pop-Produktion auch mehrere Opern.
Vom Präsidenten der Italienischen Republik wurde Battiato 2003 mit der Goldenen Verdienstmedaille in Kunst und Kultur und 2004 mit dem Verdienstorden der Italienischen Republik (Offiziersklasse) geehrt.

## Karriere

### Musik und Film
Battiato kam 1964 aus seiner Heimat Sizilien nach Mailand, um dort als Musiker Fuß zu fassen. Zunächst arbeitete er mit Giorgio Gaber und Ombretta Colli zusammen, seine ersten solistischen Versuche waren von wenig Erfolg gekrönt. 1970 begegnete er dem experimentellen Musiker Juri Camisasca und arbeitete mit der Prog-/Psych-Rock-Band Osage Tribe zusammen. Seine ersten Alben Fetus und Pollution, die er beim unabhängigen Label Bla-Bla veröffentlichte, präsentierten sich als musikalische Collagen, angesiedelt irgendwo im experimentellen Prog-Rock. Durch Auseinandersetzung mit dem Werk von John Cage und Karlheinz Stockhausen fand der Musiker dann Inspiration für Alben wie Sulle corde di Aries (1973), Clic (1974) und M.elle le “Gladiator” (1975). Für Ricordi nahm er in der zweiten Hälfte der 70er-Jahre drei aggressiver geprägte Alben auf, Battiato (1977), Juke Box (1978) und L’Egitto prima delle sabbie (1978). Unterdessen avancierte er im Ausland zu einer Kultfigur und trat als Opening Act für Brian Eno oder Nico auf.
Die langjährige Zusammenarbeit mit dem Musiker Giusto Pio sollte Battiatos spätere Werke prägen. Nun bei EMI, entdeckte er seine Vorliebe für ironische, mystische Lieder, und näherte sich spirituellen Themen an, vor allem solchen orientalischer Prägung. Eine stärkere Nutzung des Keyboards rückte die Musik nun mehr in Richtung Synth Pop. Nach den prägenden Alben L’era del cinghiale bianco (1979) und Patriots (1979) erschien 1981 La voce del padrone, das Battiato zum unumstrittenen Star machte. Lieder wie Bandiera bianca oder Cuccuruccucù fanden ein breites Publikum und auch das Nachfolgealbum L’arca di Noè (1982) konnte an diesen Erfolg anknüpfen. Von nun an versuchte er sich stilistisch in einer Vielzahl von Genres und war auch erfolgreich als Songwriter für andere tätig, etwa Giuni Russo, Milva oder Alice. Der Musiker begründete auch die Buchreihe L’Ottava, in der er fortan esoterische Bücher herausgab. 1983 erschien das Album Orizzonti perduti, im Jahr darauf vertrat Battiato zusammen mit Alice Italien beim Eurovision Song Contest mit dem Lied I treni di Tozeur und erreichte den fünften Platz.

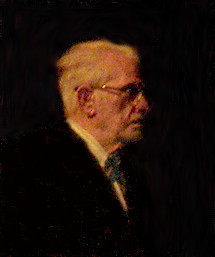
Manlio Sgalambro, langjähriger Textdichter für Battiato

Im Jahr 1985 veröffentlichte er zum einen das italienische Album Mondi lontanissimi, auf dem auch die erfolgreiche Single No Time No Space enthalten war, zum anderen für den internationalen Markt die englischen bzw. spanischen Alben Echoes of Sufi Dance und Ecos de danzas sufi. Mit Genesi erblickte 1987 Battiatos erste Oper das Licht der Welt, der 1992 Gilgamesh nachfolgte. Währenddessen gelang ihm mit Fisiognomica 1988 ein weiterer Nummer-eins-Erfolg, mit Giubbe rosse erschien im Jahr darauf sein erstes Livealbum. Es folgten die Studioalben Come un cammello in una grondaia und Caffè de la Paix (1993). Mit Messa arcaica legte er 1993 auch seine erste Messe vor. 1995 begann der Musiker eine Zusammenarbeit mit dem Philosophen Manlio Sgalambro, mit dem er zunächst die Oper Cavaliere dell’intelletto über Friedrich II. und dann das Album L’ombrello e la macchina da cucire verfasste. Sgalambro sollte fortan Battiatos hauptsächlicher Liedtexter werden.
Nach Wechsel der Plattenfirma veröffentlichte Battiato 1996 das Album L’imboscata (mit der bekannten Single La cura), das erneut eine neue musikalische Phase einleitete, fortgesetzt durch Gommalacca (1998). Die sehr erfolgreichen Alben waren durch traumähnliche Gitarrenbegleitung und dissonante Klänge geprägt. Insbesondere das zweite bediente auch härtere Register, mit Anleihen bei Hard Rock und Metal. Traditionellere Töne schlug er im Jahr darauf auf dem Coveralbum Fleurs an, mit Liedern von u. a. Fabrizio De André, Jacques Brel oder den Rolling Stones. Im Rahmen des Maggio Musicale Fiorentino legte er 2000 das Ballett-Album Campi magnetici vor, nun unter Vertrag bei Sony. Auf Battiatos nächstem erfolgreichen Pop-Album Ferro battuto (2001) war im Lied Running Against the Grain Jim Kerr zu hören, außerdem enthielt es ein Cover des von Jimi Hendrix bekannt gemachten Songs Hey Joe.

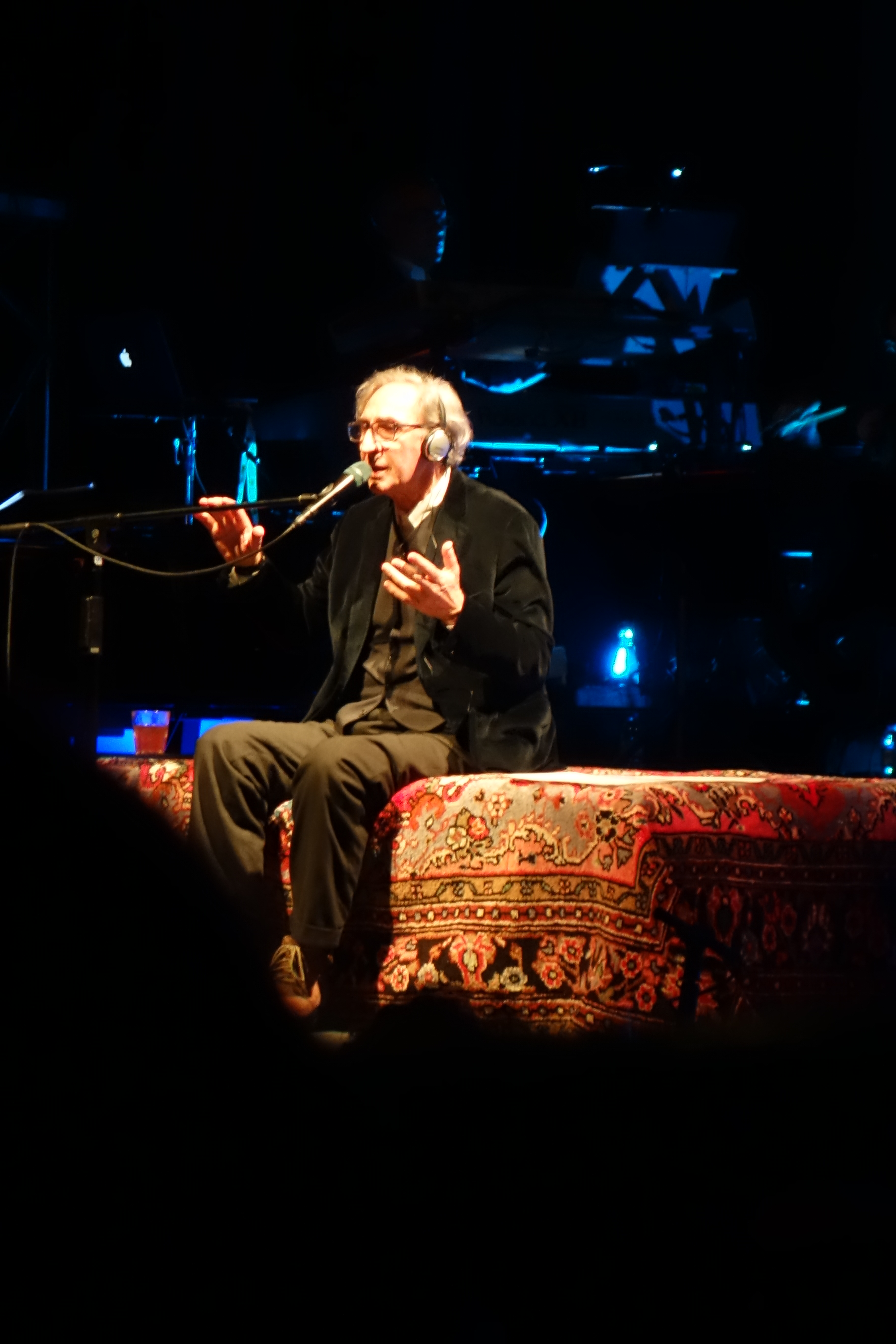
Battiato bei einem Konzert in Madrid, 2013

Das Coveralbum von 1999 setzte Battiato 2002 mit Fleurs 3 fort, diesmal u. a. mit Liedern von Bruno Lauzi, Charlie Chaplin oder Richard Strauss. Gleichzeitig trat er erstmals als Filmregisseur in Erscheinung und veröffentlichte den Film Perdutoamor, der ihm den Nastro d’Argento als bester Newcomer einbrachte. 2005 erschien sein zweiter Film Musikanten über Ludwig van Beethoven, der auch bei den Internationalen Filmfestspielen von Venedig in der Sektion Horizonte gezeigt wurde, allerdings schlechte Kritiken erhielt. Sein letztes Studioalbum bei Sony war 2004 Dieci stratagemmi, das erneut die Chartspitze erreichte; außerdem erschienen 2003 und 2005 die Livealben Last Summer Dance und Un soffio al cuore di natura elettrica. Mit Il vuoto (Universal) meldete er sich 2007 wieder zurück, dem 2008 das Coveralbum Fleurs 2 folgte, Abschluss der Trilogie. Besonderen Erfolg hatte das darauf enthaltene Duett mit Carmen Consoli, Tutto l’universo obbedisce all’amore. Daneben erschienen 2007 der Film Niente è come sembra sowie die Dokumentation La sua figura über die Sängerin Giuni Russo.
Battiatos Hang zur Esoterik zeigte sich auch im Titel seines 2009 erschienenen Albums Inneres Auge (il tutto è più della somma delle sue parti). Im Jahr darauf folgte der Film Auguri Don Gesualdo über Gesualdo Bufalino, 2011 war der Musiker erstmals unter den Teilnehmern des Sanremo-Festivals, wo er an der Seite von Luca Madonia das Lied L’alieno präsentierte und den fünften Platz erreichte. Im selben Jahr verfasste er im Auftrag der Stadt Cosenza seine nächste Oper Telesio, über den Philosophen Bernardino Telesio. 2012 kehrte er mit dem Album Apriti Sesamo an die Chartspitze zurück. Nach einer gemeinsamen Tournee mit Antony and the Johnsons erschien 2013 das Livealbum Del suo veloce volo, 2014 hingegen zusammen mit Pino „Pinaxa“ Pischetola das experimentelle Joe Patti’s Experimental Group. 2016 folgte ein Livealbum mit Alice und dem Ensemble Symphony Orchestra.

### Malerei
Um 1990 begann Battiato, neben der Musik nach anderen Ausdrucksformen zu suchen. Eine davon fand er in der Malerei, auch wenn er sich selbst nie als „Maler“ sehen wollte. Seit 1993 wurden seine Werke – auch in Einzelausstellungen – weltweit ausgestellt. Bei einer Ausstellung arbeitete er mit dem Künstler Piero Guccione zusammen. Battiato signierte seine Werke mit dem Pseudonym „Süphan Barzani“. Vorherrschende Technik ist Ölfarbe auf Leinwand oder Goldtafel. Einige seiner Bilder verwendete Battiato auch für eigene Albencover (etwa Fleurs, Ferro battuto oder Gilgamesh). Häufiges Motiv sind betende Sufis oder Derwische sowie Gesichter aus dem Alltag. Kritiker sehen eine Nähe zur späten byzantinischen Kunst.

### Politik
Im November 2012 wurde Battiato von Rosario Crocetta in die Regionalregierung von Sizilien als Referent für Tourismus, Sport und Veranstaltungen berufen. Er bezog in diesem Amt auf eigenen Wunsch kein Gehalt. Nachdem er bei einer Rede im Europäischen Parlament beleidigende Aussagen über italienische Parlamentsmitglieder traf, entzog Crocetta ihm jedoch am 27. März 2013 das Dezernat wieder.

## Stil
Battiato bewegt sich zwischen canzone d’autore und Pop, wobei er orchestrale Musik, Progressive Rock und ethno-elektronische Musik einbringt. Seine Texte, oft gespickt mit Zitaten, sind häufig mit polemischen Verweisen auf Konsumgesellschaft und italienische Politik versehen. Thematisch finden sich daneben Philosophie, Esoterik und Mystizismus.
Sein musikalisches Werk lässt sich grob in drei Phasen einteilen. Die Anfänge waren sehr experimentell, stark inspiriert von Minimalisten wie Terry Riley und anderen Avantgarde-Komponisten wie Karlheinz Stockhausen und geprägt durch Battiatos zunehmendes Desinteresse an der Popmusik. Bedeutendstes Album der ersten Phase war Sulle corde di Aries (1973). Nach dieser musikalisch wie inhaltlich unvollkommenen (und auch relativ erfolglosen) Phase überraschte der Musiker die Öffentlichkeit mit dem Album L’era del cinghiale bianco (1979) und erlebte den großen Durchbruch im italienischen Pop mit „Postmodernismus für die Massen“. In dieser zweiten Phase entwickelte Battiato seinen poetischen Stil und entdeckte die Esoterik von Georges I. Gurdjieff. Bedeutendstes Album dieser Phase war Fisiognomica (1988), in dem er sich als Psalmist versuchte und musikalisch bei Orchesterliedern von Mahler oder Strauss bediente. Die dritte Phase wurde 1995 durch die Zusammenarbeit mit Philosoph Manlio Sgalambro eingeleitet, in der Battiato sich fast ausschließlich auf die Musik konzentrierte, wodurch viel vom anfangs vorhandenen Humorvollen und Amateurhaften verloren ging.

## Ehrungen
- Benennung des 1997 entdeckten Asteroiden (18556) Battiato nach dem Musiker[13]
- Goldene Verdienstmedaille in Kunst und Kultur durch den Präsidenten der Italienischen Republik (2003)[14]
- Verdienstorden der Italienischen Republik (Offiziersklasse) durch den Präsidenten der Italienischen Republik (2004)[15]
- Ehrendoktorwürde in filologia moderna (Neuphilologie) der Universität Catania (2008)[16]

## Diskografie

### Studioalben
| Jahr | Titel Musiklabel                                                            | Höchstplatzierung, Gesamtwochen, AuszeichnungChartplatzierungen (Jahr, Titel, Musiklabel, Platzierungen, Wochen, Auszeichnungen, Anmerkungen) | Höchstplatzierung, Gesamtwochen, AuszeichnungChartplatzierungen (Jahr, Titel, Musiklabel, Platzierungen, Wochen, Auszeichnungen, Anmerkungen) | Höchstplatzierung, Gesamtwochen, AuszeichnungChartplatzierungen (Jahr, Titel, Musiklabel, Platzierungen, Wochen, Auszeichnungen, Anmerkungen) | Anmerkungen                                                                         |
| Jahr | Titel Musiklabel                                                            | IT | CH | ES | Anmerkungen                                                                         |
| ---- | --------------------------------------------------------------------------- | --- | --- | --- | ----------------------------------------------------------------------------------- |
| 1971 | Fetus / Foetus Bla Bla                                                      | IT49 (2 Wo.)IT | — | — | Charteinstieg: 2002                                                                 |
| 1972 | Pollution Bla Bla                                                           | IT19 (6 Wo.)IT | — | — | Erstveröffentlichung: Dezember 1972                                                 |
| 1973 | Sulle corde di Aries Bla Bla                                                | IT89 (1 Wo.)IT | — | — | Charteinstieg: 2021                                                                 |
| 1974 | Clic Bla Bla                                                                | — | — | — |                                                                                     |
| 1974 | M.elle le “Gladiator” Bla Bla                                               | — | — | — |                                                                                     |
| 1977 | Battiato Dischi Ricordi                                                     | — | — | — |                                                                                     |
| 1978 | Juke Box Dischi Ricordi                                                     | — | — | — |                                                                                     |
| 1978 | L’Egitto prima delle sabbie Dischi Ricordi                                  | — | — | — |                                                                                     |
| 1979 | L’era del cinghiale bianco EMI                                              | IT29 (3 Wo.)IT | — | — | Erstveröffentlichung: 10. September 1979 Charteinstieg in IT erst 2019              |
| 1980 | Patriots EMI                                                                | — | — | — |                                                                                     |
| 1981 | La voce del padrone EMI                                                     | IT1 ×2Doppelplatin (2025) · (60 Wo.)IT | — | — | Erstveröffentlichung: 25. September 1981 Verkäufe: + 100.000                        |
| 1982 | L’arca di Noè EMI                                                           | IT1 (29 Wo.)IT | — | — |                                                                                     |
| 1983 | Orizzonti perduti EMI                                                       | IT7 (15 Wo.)IT | — | — | Erstveröffentlichung: 29. November 1983                                             |
| 1985 | Mondi lontanissimi EMI                                                      | IT3 (15 Wo.)IT | — | — | Erstveröffentlichung: April 1985                                                    |
| 1985 | Echoes of Sufi Dance / Ecos de danzas sufi EMI                              | — | — | — | englisch-/spanischsprachig                                                          |
| 1987 | Genesi Fonit Cetra                                                          | IT22 (4 Wo.)IT | — | — | Oper                                                                                |
| 1987 | Genesi EMI                                                                  | — | — | — | spanischsprachig                                                                    |
| 1988 | Fisiognomica EMI                                                            | IT1 (23 Wo.)IT | — | ES— GoldES | Erstveröffentlichung: 9. April 1988                                                 |
| 1991 | Come un cammello in una grondaia / Como un camello en un canalón EMI        | IT10 (16 Wo.)IT | — | — | Erstveröffentlichung: 8. November 1991                                              |
| 1992 | Gilgamesh EMI                                                               | — | — | — | Oper                                                                                |
| 1993 | Caffè de la Paix EMI                                                        | IT3 (9 Wo.)IT | — | — | Erstveröffentlichung: 7. Oktober 1993                                               |
| 1993 | Messa arcaica EMI                                                           | — | — | — | Messe                                                                               |
| 1995 | L’ombrello e la macchina da cucire EMI                                      | IT4 (11 Wo.)IT | — | — | Erstveröffentlichung: 24. März 1995                                                 |
| 1996 | L’imboscata / La emboscada Mercury                                          | IT2 (… Wo.)IT | — | — | Erstveröffentlichung: 23. Oktober 1996                                              |
| 1998 | Gommalacca Mercury                                                          | IT1 (18 Wo.)IT | — | — | Erstveröffentlichung: 18. September 1998                                            |
| 1999 | Fleurs Mercury                                                              | IT4 Gold (2021) · (31 Wo.)IT | — | — | Erstveröffentlichung: 21. Oktober 1999 Coveralbum                                   |
| 2000 | Campi magnetici Sony                                                        | IT27 (7 Wo.)IT | — | — | Erstveröffentlichung: 9. Juni 2000 Ballettmusik                                     |
| 2001 | Ferro battuto / Hierro forjado Columbia/Sony                                | IT2 (22 Wo.)IT | CH95 (2 Wo.)CH | — | Erstveröffentlichung: 13. April 2001                                                |
| 2002 | Fleurs 3 Columbia/Sony                                                      | IT1 (27 Wo.)IT | — | — | Erstveröffentlichung: 30. August 2002 Coveralbum                                    |
| 2004 | Dieci stratagemmi Columbia/Sony                                             | IT1 (25 Wo.)IT | CH94 (1 Wo.)CH | — | Erstveröffentlichung: 1. Oktober 2004                                               |
| 2007 | Il vuoto Mercury/Universal                                                  | IT1 (32 Wo.)IT | — | — | Erstveröffentlichung: 9. Februar 2007                                               |
| 2008 | Fleurs 2 Mercury/Universal                                                  | IT4 Platin (2013) · (43 Wo.)IT | — | — | Erstveröffentlichung: 14. November 2008 Verkäufe: + 60.000; Coveralbum              |
| 2009 | Inneres Auge (il tutto è più della somma delle sue parti) Mercury/Universal | IT5 Platin · (20 Wo.)IT | — | — | Erstveröffentlichung: 13. November 2009 Verkäufe: + 70.000                          |
| 2011 | Telesio. Opera in due atti e un epilogo Sony                                | IT51 (4 Wo.)IT | — | — | Oper                                                                                |
| 2012 | Apriti Sesamo / Ábrete sésamo Universal                                     | IT1 Platin · (27 Wo.)IT | — | ES21 (5 Wo.)ES | Erstveröffentlichung: 23. Oktober 2012 Verkäufe: + 60.000                           |
| 2014 | Joe Patti’s Experimental Group Universal                                    | IT5 (7 Wo.)IT | — | — | Erstveröffentlichung: 16. September 2014 mit Pinaxa                                 |
| 2019 | Fleurs – 20th Anniversary                                                   | IT20 (1 Wo.)IT | — | — | Wiederveröffentlichung von Fleurs (1999)                                            |
| 2019 | Torneremo ancora Sony/RCA                                                   | IT2 Gold · (13 Wo.)IT | CH63 (1 Wo.)CH | — | Erstveröffentlichung: 18. Oktober 2019 mit dem Royal Philharmonic Concert Orchestra |

grau schraffiert: keine Chartdaten aus diesem Jahr verfügbar

### Livealben
| Jahr | Titel Musiklabel                                     | Höchstplatzierung, Gesamtwochen, AuszeichnungChartplatzierungen (Jahr, Titel, Musiklabel, Platzierungen, Wochen, Auszeichnungen, Anmerkungen) | Höchstplatzierung, Gesamtwochen, AuszeichnungChartplatzierungen (Jahr, Titel, Musiklabel, Platzierungen, Wochen, Auszeichnungen, Anmerkungen) | Höchstplatzierung, Gesamtwochen, AuszeichnungChartplatzierungen (Jahr, Titel, Musiklabel, Platzierungen, Wochen, Auszeichnungen, Anmerkungen) | Anmerkungen                                                                                            |
| Jahr | Titel Musiklabel                                     | IT | CH | ES | Anmerkungen                                                                                            |
| ---- | ---------------------------------------------------- | --- | --- | --- | --- |
| 1989 | Giubbe rosse EMI                                     | IT11 (18 Wo.)IT | — | — | Erstveröffentlichung: 1. November 1989                                                                 |
| 1996 | Battiato Live Collection                             | IT27 (2 Wo.)IT | — | — | |
| 2003 | Last Summer Dance Columbia/Sony                      | IT8 (15 Wo.)IT | — | — | Erstveröffentlichung: 24. Oktober 2003                                                                 |
| 2005 | Un soffio al cuore di natura elettrica Columbia/Sony | IT23 (8 Wo.)IT | — | — | Erstveröffentlichung: 25. November 2005                                                                |
| 2013 | Del suo veloce volo Universal                        | IT7 Gold · (18 Wo.)IT | — | ES61 (8 Wo.)ES | Erstveröffentlichung: 26. November 2013 mit Antony und Filarmonica Arturo Toscanini Verkäufe: + 25.000 |
| 2016 | Live in Roma Universal                               | IT8 (15 Wo.)IT | — | — | Erstveröffentlichung: 4. November 2016 mit Alice und dem Ensemble Symphony Orchestra                   |

grau schraffiert: keine Chartdaten aus diesem Jahr verfügbar
Weitere Livealben
- 1994: Unprotected (EMI)

### Kompilationen (Auswahl)
| Jahr | Titel Musiklabel                               | Höchstplatzierung, Gesamtwochen, AuszeichnungChartplatzierungen (Jahr, Titel, Musiklabel, Platzierungen, Wochen, Auszeichnungen, Anmerkungen) | Höchstplatzierung, Gesamtwochen, AuszeichnungChartplatzierungen (Jahr, Titel, Musiklabel, Platzierungen, Wochen, Auszeichnungen, Anmerkungen) | Höchstplatzierung, Gesamtwochen, AuszeichnungChartplatzierungen (Jahr, Titel, Musiklabel, Platzierungen, Wochen, Auszeichnungen, Anmerkungen) | Anmerkungen                                                |
| Jahr | Titel Musiklabel                               | IT | CH | ES | Anmerkungen                                                |
| ---- | ---------------------------------------------- | --- | --- | --- | ---------------------------------------------------------- |
| 1996 | Studio Collection EMI                          | IT9 Gold (2015) · (48 Wo.)IT | — | — | Erstveröffentlichung: 1. April 1996 Verkäufe: + 25.000     |
| 2000 | La cura Universal                              | IT22 Platin (2013) · (112 Wo.)IT | — | — | Verkäufe: + 60.000                                         |
| 2001 | Introspettiva EMI                              | IT21 (4 Wo.)IT | — | — | Erstveröffentlichung: 30. November 2001                    |
| 2003 | Le stagioni del nostro amore Universal         | IT34 (10 Wo.)IT | — | — |                                                            |
| 2004 | The Platinum Collection EMI                    | IT11 Gold (2020) · (24 Wo.)IT | — | — | Erstveröffentlichung: 22. November 2004 Verkäufe: + 25.000 |
| 2006 | The Platinum Collection 2 EMI                  | IT98 (1 Wo.)IT | — | — | Erstveröffentlichung: 24. März 2006                        |
| 2007 | The Best of Platinum Collection EMI            | IT34 (14 Wo.)IT | — | — | Charteinstieg: 2010                                        |
| 2010 | Sigillo d’autore. Best Studio & Live Sony      | IT89 (1 Wo.)IT | — | — |                                                            |
| 2010 | Povera patria (Best & Rarities) EMI            | IT69 (1 Wo.)IT | — | — | Erstveröffentlichung: 2. November 2010                     |
| 2015 | Anthology. Le nostre anime Universal           | IT4 Platin · (35 Wo.)IT | CH86 (1 Wo.)CH | ES98 (1 Wo.)ES | Erstveröffentlichung: 6. November 2015 Verkäufe: + 50.000  |
| 2018 | Universi paralleli di Franco Battiato Sony/RCA | IT52 (2 Wo.)IT | — | — | Erstveröffentlichung: 28. September 2018                   |
| 2022 | Correnti Gravitazionali                        | IT33 (2 Wo.)IT | — | — | Erstveröffentlichung: 11. Februar 2022                     |

grau schraffiert: keine Chartdaten aus diesem Jahr verfügbar

### Singles (Auswahl)
| Jahr | Titel Album                                                            | Höchstplatzierung, Gesamtwochen, AuszeichnungChartplatzierungen (Jahr, Titel, Album, Platzierungen, Wochen, Auszeichnungen, Anmerkungen) | Höchstplatzierung, Gesamtwochen, AuszeichnungChartplatzierungen (Jahr, Titel, Album, Platzierungen, Wochen, Auszeichnungen, Anmerkungen) | Höchstplatzierung, Gesamtwochen, AuszeichnungChartplatzierungen (Jahr, Titel, Album, Platzierungen, Wochen, Auszeichnungen, Anmerkungen) | Anmerkungen                                                                  |
| Jahr | Titel Album                                                            | IT | CH | ES | Anmerkungen                                                                  |
| ---- | ---------------------------------------------------------------------- | --- | --- | --- | ---------------------------------------------------------------------------- |
| 1981 | Bandiera bianca La voce del padrone                                    | IT24 Gold (2024) · (1 Wo.)IT | — | — | Erstveröffentlichung: 17. September 1981 B-Seite: Summer on a Solitary Beach |
| 1982 | Cuccurucucù La voce del padrone                                        | IT— Platin (2023)IT | CH11 (4 Wo.)CH | — | Verkäufe: + 100.000                                                          |
| 1982 | Centro di gravità permanente La voce del padrone                       | IT55 ×2Doppelplatin (2024) · (3 Wo.)IT                                                                                                   | — | — | Verkäufe: + 50.000 Charteinstieg: 2020                                       |
| 1982 | Voglio vederti danzare L’arca di Noè                                   | IT57 Platin (2021) · (1 Wo.)IT | — | — | Verkäufe: + 70.000 Charteinstieg: 2021                                       |
| 1984 | I treni di Tozeur                                                      | IT3 (17 Wo.)IT | CH18 (6 Wo.)CH | — | B-Seite: Le biciclette di Forlì mit Alice                                    |
| 1985 | No Time No Space Mondi lontanissimi                                    | IT17 (7 Wo.)IT | — | — | B-Seite: Il re del mondo                                                     |
| 1988 | E ti vengo a cercare Fisiognomica                                      | IT66 Gold (2021) · (… Wo.)IT | — | — | Charteinstieg: 2021                                                          |
| 1996 | La cura L’imboscata                                                    | IT17 ×3Dreifachplatin (2019) · (21 Wo.)IT                                                                                                | — | — | Verkäufe: + 60.000 Charteinstieg: 2008                                       |
| 1998 | Shock in My Town Gommalacca                                            | IT8 (1 Wo.)IT | — | — | Erstveröffentlichung: September 1998                                         |
| 2001 | Running Against the Grain Ferro battuto                                | IT27 (3 Wo.)IT | — | — | Erstveröffentlichung: April 2001 B-Seiten: Sarcofagia / In trance            |
| 2001 | 80’s Stars –                                                           | IT22 (4 Wo.)IT | — | — | Erstveröffentlichung: Oktober 2001 Eiffel 65 feat. Franco Battiato           |
| 2008 | La stagione dell’amore –                                               | IT17 (8 Wo.)IT | — | — | Mango feat. Franco Battiato                                                  |
| 2008 | Tutto l’universo obbedisce all’amore Fleurs 2                          | IT5 (8 Wo.)IT | — | — | Erstveröffentlichung: 10. Oktober 2008 feat. Carmen Consoli                  |
| 2009 | Inneres Auge Inneres Auge (Il tutto è più della somma delle sue parti) | IT37 (2 Wo.)IT | — | — | Erstveröffentlichung: 30. Oktober 2009                                       |
| 2011 | L’alieno                                                               | IT20 (4 Wo.)IT | — | — | Luca Madonia feat. Franco Battiato                                           |
| 2011 | Up Patriot to Arms Eden (Repackaging)                                  | IT26 Gold · (11 Wo.)IT | — | — | Subsonica feat. Franco Battiato Verkäufe: + 15.000                           |
| 2012 | Passacaglia Apriti Sesamo                                              | IT62 (2 Wo.)IT | — | — | Erstveröffentlichung: 5. Oktober 2012                                        |

grau schraffiert: keine Chartdaten aus diesem Jahr verfügbar
Weitere Singles
- 1983: La stagione dell’amore (IT: Gold)

## Filmografie
Regie
- 2003: Perdutoamor
- 2005: Musikanten
- 2007: Niente è come sembra
- 2007: Giuni Russo. La sua figura
- 2010: Auguri Don Gesualdo
- 2014: Attraversando il Bardo

## Bibliografie
- Franco Battiato mit Giuseppe Coco: Sowa Rigpa. La scienza della guarigione per un’alimentazione consapevole. Infinito, 2010, ISBN 88-89602-75-9.